# Misinformation
| Eksempel på misinformation. På billedet til venstre ses Lenin tale i 1920 i en situation, hvor Lev Kamenev og Leo Trotskij står ved podiet. Efter at de to faldt i unåde, blev billedet til højre ændret, således at det ikke længere indeholdt information om, at de to var til stede ved lejligheden |  | Eksempel på misinformation. På billedet til venstre ses Lenin tale i 1920 i en situation, hvor Lev Kamenev og Leo Trotskij står ved podiet. Efter at de to faldt i unåde, blev billedet til højre ændret, således at det ikke længere indeholdt information om, at de to var til stede ved lejligheden |
| Eksempel på misinformation. På billedet til venstre ses Lenin tale i 1920 i en situation, hvor Lev Kamenev og Leo Trotskij står ved podiet. Efter at de to faldt i unåde, blev billedet til højre ændret, således at det ikke længere indeholdt information om, at de to var til stede ved lejligheden |  | |

Misinformation er falske, unøjagtig eller vildledende oplysninger, som videregives eller kommunikeres til en modtager uagtet af afsenders intention (bevist eller ubevist).

## Desinformation
Termen desinformation (engelsk: "disinformation") – som er oplysninger, der spredes bevidst for at bedrage – er en delmængde af begrebet misinformation.